# Fédération France orchidées
Pour les articles homonymes, voir FFO.
La Fédération France Orchidées (FFO) est une association loi de 1901 fondée le 1er janvier 2021 s’adressant aux amateurs d’orchidées.
Son siège social est situé 17, quai de la Seine à Paris.

## Historique
La Fédération France Orchidées (FFO) est une fédération créée le 1er janvier 2021, issue d’un changement de nom et de statuts de l’association fondée en 1969 et nommée Société française d’orchidophilie (SFO), à laquelle adhèrent lors de sa création, d’une part les Sociétés françaises d’orchidophilie régionales de l’ex-SFO, d’autre part les associations qui composaient auparavant la Fédération Française des Amateurs d’Orchidées (FFAO) créée en 1982.

## Présentation
La Fédération France Orchidées se donne pour objectifs :
- de réunir les orchidophiles ;
- de favoriser la connaissance, l’étude et la conservation des orchidées et de leurs écosystèmes ;
- d’encourager la culture responsable des orchidées selon la réglementation en vigueur ;
- d’encourager la recherche scientifique sur les orchidées.

Elle s’adresse à l’ensemble des amateurs d’orchidées, personnes physiques ou morales. Elle est adhérente à l’European Orchid Council, la fédération BioGée et la Fédération Française des sociétés de sciences naturelles.

## Organisation et actions
La Fédération France Orchidées gère diverses actions, principalement par l’intermédiaire de diverses structures :
- les commissions activités, cartographie, conservation, mécénat Ioraka, jugements, photothèque, publications et scientifique, voyages ;
- un fonds documentaire avec une bibliothèque localisée au siège à Paris[3] et une autre à Vergèze ;
- un service de formation ;
- un service de relations avec les adhérents et les associations adhérentes ;
- un réseau de communication via le site web et les réseaux sociaux.

### Cartographie
Dès 1972, la SFO (maintenant FFO) a souhaité mettre en œuvre une cartographie complète des orchidées de France, pour mieux les connaître et ainsi mieux les protéger, elles et leurs milieux (et donc l’ensemble de la biodiversité). Un service de saisie en ligne des observations de terrain est ainsi disponible à tous via la plate-forme Orchisauvage.

### Conservation
La Fédération France Orchidées ainsi que les associations affiliées mènent partout en France des campagnes de protection des espèces menacées et des milieux qui les abritent,.
Des conventions ont également été contractualisées et des partenariats mis en place avec les Conservatoires Botaniques Nationaux.
La Liste rouge des orchidées de France métropolitaine a été mise en place par un travail commun mené par le Comité français de l’UICN, le Muséum national d’Histoire naturelle, la Fédération des conservatoires botaniques nationaux et la Société française d’Orchidophilie.
Le 29 novembre 2021, au siège de la fédération, une convention de partenariat a été signée par le président de la FFO, Jean-Michel Hervouet et le directeur des Forêts et Risques Naturels de l’Office National des Forêts (ONF), Albert Maillet.
La FFO a signée, le 23 mai 2024, une convention de mécénat d’entreprise avec la société Photosol. L’objectif est de protéger pendant vingt ans la forêt de Iaroka à Madagascar et d’assurer aux populations locales des revenus durables sans nécessité de la détruire.

### Formations
La fédération propose annuellement une série de cours pour ses adhérents et adhérents aux associations affiliées. Elle est reconnue par la formation professionnelle. Elle propose aussi des cours de botanique générale. En partenariat avec d’autres associations, la FFO participe au renouveau du jugement d’orchidées en France,.
Les associations affiliées proposent des activités et formations accessibles à tous les membres de la fédération.

## Publications
La FFAO a publié la revue trimestrielle L’Orchidée de 1983 à 2019. La SFO, puis la FFO, publie la revue trimestrielle L’Orchidophile (versions papier et électronique) depuis 1969. La revue est accessible aux membres de la fédération et aux non membres.
La FFO et les associations affiliées publient ou participent à la publication de nombreux livres : Les orchidées de France de Belgique et Luxembourg, Les orchidées sauvages des Bouches-du-Rhône...

## Associations départementales et régionales affiliées
En 2025, la Fédération France Orchidées a 27 associations, départementales ou régionales, affiliées,.